# MTV Video Music Awards 2008
Die MTV Video Music Awards 2008 fanden am 7. September 2008 in den Paramount Pictures Studios, Los Angeles statt. Moderator war der britische Komiker Russell Brand.

## Musik-Auftritte und Präsentatoren
Hauptbühne („Main Stage“) (chronologisch gelistet)
- Rihanna – Disturbia
- Lil Wayne – Misunderstood (featuring Leona Lewis) / A Milli / Got Money (featuring T-Pain)
- Paramore – Misery Business
- T.I. (featuring Rihanna) – Live Your Life
- Christina Aguilera – Keeps Gettin' Better / Genie in a Bottle 2008
- Kid Rock und Lil Wayne – All Summer Long / Lollipop
- Kanye West – Love Lockdown

Auftritte („Filmgelände“)
- Jonas Brothers – Lovebug
- Pink – So What
- T.I. – Whatever You Like

DJ AM und Travis Barker
DJ AM und Travis Barker spielten zum Überbrücken der Pausen einen Mix aus Liedern der letzten 25 Jahre MTV Video Music Awards. Zum Teil wurden alte Lieder mit neuen gemixt.
- Katy Perry – I Kissed a Girl / Like a Virgin / Hot N Cold
- The Ting Tings – That's Not My Name / Shut Up and Let Me Go
- LL Cool J – Going Back to Cali
- Lupe Fiasco – Superstar (feat. Matthew Santos)

Präsentatoren
| - Drake Bell - Corbin Bleu - Kobe Bryant - Ciara - Lauren Conrad - Chace Crawford - Miley Cyrus - Zac Efron - Jamie Foxx - Paris Hilton - Vanessa Hudgens - Scarlett Johansson - Shia LaBeouf - Taylor Lautner - John Legend - Leona Lewis | - Lindsay Lohan - Christopher Mintz-Plasse - Heidi Montag - Robert Pattinson - Josh Peck - Michael Phelps - Spencer Pratt - Slash - Slipknot - Ashlee Simpson - Britney Spears - Kristen Stewart - Taylor Swift - Tokio Hotel - Ashley Tisdale - Pete Wentz |

## Gewinner und Nominierte

### Video of the Year
- Britney Spears – Piece of Me
- nominiert waren außerdem
  - Chris Brown – Forever
  - Jonas Brothers – Burnin' Up
  - Pussycat Dolls – When I Grow Up
  - The Ting Tings – Shut Up and Let Me Go

### Best Male Video
- Chris Brown – With You
- nominiert waren außerdem
  - Flo Rida (feat. T-Pain) – Low
  - Lil Wayne (feat. Static Major) – Lollipop
  - T.I. – No Matter What
  - Usher (feat. Young Jeezy) – Love in This Club

### Best Female Video
- Britney Spears – Piece of Me
- nominiert waren außerdem
  - Mariah Carey – Touch My Body
  - Katy Perry – I Kissed a Girl
  - Rihanna – Take a Bow
  - Jordin Sparks (feat. Chris Brown) – No Air

### Best New Artist
- Tokio Hotel – Ready, Set, Go!
- nominiert waren außerdem
  - Miley Cyrus – 7 Things
  - Katy Perry – I Kissed a Girl
  - Jordin Sparks (featuring Chris Brown) – No Air
  - Taylor Swift – Teardrops on My Guitar

### Best Pop Video
- Britney Spears – Piece of Me
- nominiert waren außerdem
  - Danity Kane – Damaged
  - Jonas Brothers – Burnin’ Up
  - Panic! at the Disco – Nine in the Afternoon
  - Tokio Hotel – Ready, Set, Go!

### Best Rock Video
- Linkin Park – Shadow of the Day
- nominiert waren außerdem
  - Fall Out Boy (featuring John Mayer) – Beat It
  - Foo Fighters – The Pretender
  - Paramore – Crushcrushcrush
  - Slipknot – Psychosocial

### Best Hip-Hop Video
- Lil Wayne (feat. Static Major) – Lollipop
- nominiert waren außerdem
  - Mary J. Blige – Just Fine
  - Lupe Fiasco (feat. Matthew Santos) – Superstar
  - Flo Rida (feat. T-Pain) – Low
  - Kanye West (feat. Chris Martin) – Homecoming

### Best Dancing in a Video
- Pussycat Dolls – When I Grow Up
- nominiert waren außerdem
  - Chris Brown – Forever
  - Danity Kane – Damaged
  - Madonna (feat. Justin Timberlake und Timbaland) – 4 Minutes
  - Ne-Yo – Closer

### Best Direction in a Video
- Erykah Badu – Honey (Regisseure: Erykah Badu und Mr. Roboto)
- nominiert waren außerdem
  - Linkin Park – Shadow of the Day (Regisseur: Joe Hahn)
  - Panic! at the Disco – Nine in the Afternoon (Regisseur: Shane Drake)
  - Pussycat Dolls – When I Grow Up (Regisseur: Joseph Kahn)
  - Rihanna – Take a Bow (Regisseur: Anthony Mandler)

### Best Choreography in a Video
- Gnarls Barkley – Run (Choreografie: Michael Rooney)
- nominiert waren außerdem
  - Adele – Chasing Pavements (Choreografie: Marguerite Derricks)
  - Chris Brown – Forever (Choreografie: Tone & Rich)
  - Chris Brown (feat. T-Pain) – Kiss Kiss (Choreografie: Flii Stylz)
  - Pussycat Dolls – When I Grow Up (Choreografie: Robin Antin und Mikey Minden)

### Best Special Effects in a Video
- Kanye West (feat. T-Pain) – Good Life (Special Effects: SoMe, Jonas & François)
- nominiert waren außerdem
  - Erykah Badu – Honey (Special Effects: X1 FX)
  - Coldplay – Violet Hill (Special Effects: Asa Mader)
  - Missy Elliott – Ching-a-Ling / Shake Your Pom Pom (Special Effects: Les Umberger)
  - Linkin Park – Bleed It Out (Special Effects: David Lebensfeld and Adam Catino)

### Best Art Direction in a Video
- Gnarls Barkley – Run (Art Directors: Happy and Kells Jesse)
- nominiert waren außerdem
  - MGMT – Electric Feel (Art Director: Sophie Kosofsky)
  - Katy Perry – I Kissed a Girl (Art Director: Benji Bamps)
  - Pussycat Dolls – When I Grow Up (Art Director: Marcelle Gravel)
  - The White Stripes – Conquest (Art Director: David Fitzpatrick)

### Best Editing in a Video
- Death Cab for Cutie – I Will Possess Your Heart (Schnitt: Aaron Stewart-Ahn und Jeff Buchanan)
- nominiert waren außerdem
  - Erykah Badu – Honey (Schnitt: T. David Binns)
  - Ne-Yo – Closer (Schnitt: Clark Eddy)
  - Katy Perry – I Kissed a Girl (Schnitt: Tom Lindsay)
  - Weezer – Pork and Beans (Schnitt: Jeff Consiglio and Colin Woods)

### Best Cinematography in a Video
- The White Stripes – Conquest (Kamera: Wyatt Troll)
- nominiert waren außerdem
  - Erykah Badu – Honey (Kamera: Karsten „Crash“ Gopinath)
  - Death Cab for Cutie – I Will Possess Your Heart (Kamera: Aaron Stewart-Ahn and Shawn Kim)
  - Katy Perry – I Kissed a Girl (Kamera: Simon Thirlaway)
  - Pussycat Dolls – When I Grow Up (Kamera: Christopher Probst)

### Best UK Video
- The Ting Tings – Shut Up and Let Me Go
- nominiert waren außerdem
- Coldplay – Violet Hill
- Duffy – Warwick Avenue
- Estelle (featuring Kanye West) – American Boy
- Leona Lewis – Bleeding Love